# Reforma Agraria Dos
Reforma Agraria Dos är en ort i Mexiko.   Den ligger i kommunen Tzimol och delstaten Chiapas, i den sydöstra delen av landet, 800 km sydost om huvudstaden Mexico City. Reforma Agraria Dos ligger 615 meter över havet och antalet invånare är 231.
Terrängen runt Reforma Agraria Dos är varierad. Runt Reforma Agraria Dos är det ganska glesbefolkat, med 35 invånare per kvadratkilometer. Närmaste större samhälle är San Vicente la Mesilla, 3,7 km nordost om Reforma Agraria Dos. Omgivningarna runt Reforma Agraria Dos är en mosaik av jordbruksmark och naturlig växtlighet.